# Aaron Summerscale
Aaron Summerscale (nascut el 26 d'agost de 1969) és un jugador i escriptor d'escacs anglès, que té el títol de Gran Mestre des de 1997.
Tot i que roman inactiu des de juny de 2017, a la llista d'Elo de la FIDE del desembre de 2021, hi tenia un Elo de 2395 punts, cosa que en feia el jugador número 59 d'Anglaterra. El seu màxim Elo va ser de 2520 punts, a la llista de juliol de 2001 (posició 485 al rànquing mundial).

## Resultats destacats en competició
Summerscale va guanyar ex aequo el títol de campió britànic d'escacs ràpids el 2000.

## Llibres
- Summerscale, Aaron. A Killer Chess Opening Repertoire.  Globe Pequot, 1999. ISBN 978-1-85744-519-0.
- Summerscale, Aaron; Summerscale, Claire. Interview With a Grandmaster.  Everyman Chess, 2002. ISBN 978-1-85744-243-4.